# كرب شخصي
في علم النفس، يعرفالكرب الشخصي بأنه انفعال شعوري يبغضه الشخص يتركز حول ذاته (مثل القلق، والهم، وعدم الشعور بالراحة) نتيجة لتفهم أو استيعاب الظروف النفسية للغير. وغالبا ما ينشأ هذا الانفعال السلبي نتيجة العدوى العاطفية عندما يكون هناك توترًا بين الذات والآخرين. فعلى عكس التعاطف، لا يتحتم معه التوافق مع حالة الآخر وغالبا ما يؤدي إلى العزلة وتوجيه جل اهتمام المريض بذاته حتي يتمكن من التقليل من حدة الضغوط عن طريق الابتعاد عن مصدر الضغط مما ينتج عنه التقليل من السلوكيات الاجتماعية. وهناك بعض الأدلة على أن المشاركة الوجدانية والكرب الشخصي يختلفان اختلافًا جوهريًا،  وكل له عوامل ارتباط جسدي ونفسي على حدة، علاوة على الاختلاف في الارتباط بالسلوك الاجتماعي.
إن العمل في العلوم العصبية الاجتماعية، باستخدام التصوير العصبي الوظيفي، يبين أن إدراك شعور شخص آخر بـ الألم يؤدي إلى تنشيط الشبكة العصبية المسؤولة عن معالجة التجربة المباشرة للألم لدى المراقب. فهذا التداخل الوطيد بين الدوائر العصبية المسؤولة عن قدرتنا علي إدراك شعور الآخرين بالألم والدوائر العصبية المسؤولة عن شعورنا نحن بالألم قد يؤدي إلى الكرب الشخصي وقد تضر بالشعور بـ الاهتمام التعاطفي. وقد يؤدي الكرب الشخصي إلى تحفيز النرجسية للحد من أثر الحزن علي النفس عن طريق الابتعاد عن مصدر الضغط مما يؤدي إلى تقليل السلوك الاجتماعي.

## الصلة بين المخاطر والمقاومة
في عام 1987، انتهت دراسة  من إجراء بحث عرضي وطولي على مجموعة عينة تضم ما يزيد عن 400 شخص من البالغين وأطفالهم، وكان البحث هو دراسة الصلة بين المخاطر والمقاومة والكرب الشخصي. تضمنت عوامل المخاطر مواقف الحياة السلبية وآليات الهروب من مواقف الضغط، وبالنسبة للأطفال، كانت عوامل المخاطر هي الشعور بالاحتياج العاطفي للأبوين والاضطراب الجسدي. وتمثلت عوامل المقاومة في الثقة بالنفس وخصال التسامح وآلية الدعم في الأسرة. وكانت نتيجة المعايير هي حالة اكتئاب عام وأعراض جسدية لدى البالغين، وصعوبة التكيف النفسي ومشاكل صحية لدى أطفالهم.
أظهر الاستطلاع أن الأشخاص الذين يتعرضون في وقت واحد لمخاطر عالية ومقاومة ضعيفة هم أكثر عرضة للكروب الشخصية. كما أظهرت الدراسة أن متغيرات المخاطر والمقاومة هي عوامل تنبؤية مهمة بالحالة النفسية والصحية الراهنة والمستقبلية لدى البالغين. أما بالنسبة للأطفال، فقد أظهرت النتائج أن التفكك الأسري، خاصة عوامل المخاطر من جهة الأم والدعم الأسري، ترتبط ارتباطًا وثيقًا بالضغوطات النفسية. ومع ذلك، تشير هذه النتائج أيضًا إلى كون الأطفال أكثر مرونة في تخطي مواقف الحياة السلبية التي تؤثر علي مستوى شعورهم بالضغط النفسي الراهن والمستقبلي، مقارنةً مع البالغين. علاوةً على ذلك، أوضحت الدراسة أن الأطفال يتأثرون بأداء أمهاتهم بدرجة أكبر عن أداء آبائهم، وهو ما يتوافق مع الدور التقليدي للأم باعتبارها الراعية الأساسية ومع العلاقة الوطيدة بين الأطفال وأمهاتهم والتعلق الشديد بهم.

## النمو
أجريت دراسة علي مجموعة من الأطفال ومجموعة أخرى منفصلة من البالغين، كان على كلتا المجموعتين مشاهدة مقطع فيديو. كان الفيديو عبارة عن أخبار تحكي عن مشاعر سلبية. وبينما هم يشاهدون الفيديو، تم تسجيل انطباعات وجوههم، كما قاموا هم بتسجيل أحاسيسهم ومشاعرهم بعد مشاهدة الفيديو. أوجدت النتائج أن هناك فرق شاسع بين المشاركة الوجدانية والكرب الشخصي. فكانت مؤشرات المشاركة الوجدانية مرتبطة بانفعالات في السلوك الاجتماعي، ولكن على الجهة الأخرى، لم يكن هناك أي ارتباط بين انطباعات الوجه الدالة على الكرب الشخصي. بالنسبة للبالغين، وُجد أن علامات الحزن والأسى والتركيز الشديد التي تظهر علي وجوههم ترتبط ارتباطًا إيجابيًا بالميول الاجتماعية، على الناحية الأخرى، كانت هناك علاقة سلبية لدى الأطفال بين السلوكيات الاجتماعية وعلامات الكرب الشخصي الظاهرة على الوجه. مما يكشف لنا أنه لا يوجد فقط فرق ملحوظ بين المشاركة الوجدانية والكرب الشخصي فحسب. بل هناك فرق أيضًا بين تعامل الأطفال والبالغين سواء مع تجربة الكرب الشخصي أو المشاركة الوجدانية، وهذا يرتبط إلى حد كبير بدرجة نمو الفرد.